# A világítótorony (film)
A világítótorony (eredeti cím: The Lighthouse) 2019-ben bemutatott amerikai-kanadai pszicho-thriller, melyet Robert Eggers rendezett és készített, valamint a forgatókönyvet testvérével, Max Eggersszel együtt írta. A főszereplők Robert Pattinson és Willem Dafoe, mint a két világítótorony-őr.
Az Amerikai Egyesült Államokban 2019. október 18-án mutatták be. A film fekete-fehérben készült, 1.19:1 képaránnyal. A világítótorony világpremierét a 72. Cannes-i Filmfesztiválon tartották 2019. május 19-én.

## Szereplők
| Szerep                          | Színész          | Magyar hang    |
| ------------------------------- | ---------------- | -------------- |
| Ephraim Winslow / Thomas Howard | Robert Pattinson | Szatory Dávid  |
| Thomas Wake                     | Willem Dafoe     | Reviczky Gábor |
| Sellő                           | Valeriia Karamän |                |
| Ephraim Winslow                 | Logan Hawkes     |                |